# Hyoscyamus leucanthera
Hyoscyamus leucanthera är en potatisväxtart som beskrevs av Joseph Friedrich Nicolaus Bornmüller och Gauba. Hyoscyamus leucanthera ingår i släktet bolmörter, och familjen potatisväxter. Inga underarter finns listade i Catalogue of Life.